# Promieniści
Promieniści, inaczej Towarzystwo Przyjaciół Pożytecznej Zabawy lub Związek Promienistych – związek studentów Uniwersytetu Wileńskiego założony 6 maja?/18 maja 1820 w Wilnie przez studenta Wydziału Matematyczno-Fizycznego, Tomasza Zana. Nazwa „promieniści” wywodzi się od idei promienistości autorstwa Tomasza Zana. W myśl teorii Zana „każdy człowiek promieniuje się stosownie do ścisłości i ładności swego połączenia duszy z ciałem i tworzy wokoło siebie atmosferę obszerniejszą lub ściślejszą, mniej lub więcej ujmującą lub wstrętną[…]”. Lider promienistych twierdził, że istnieją pewne niewidzialne siły, które roztaczają wokół człowieka atmosferę pozytywną, gdy jest on dobry i piękny, ponieważ żyje według zasad moralnych lub negatywną, gdy je odrzuca. Zan stworzył też ideę miłości promienistej, która miała rozwijać się tylko w sferze duchowej i wzbogacać wnętrza młodych ludzi.
Związek Promienistych istniał około miesiąca. W tym czasie odbyto trzy majówki 6 maja?/18 maja 1820, 17 maja?/29 maja 1820 i 30 maja?/11 czerwca 1820 Studenci pod przewodnictwem Tomasza Zana zbierali się na Popławach, gdzie czytali własne utwory poetyckie, literackie, śpiewali piosenki, organizowali zabawy oraz zawody, a także spożywali posiłek złożony z mleka i chleba z masłem, który miał podkreślać prostotę ich życia, a także kształtować skromność i umiarkowanie. Liczba promienistych na pierwszej majówce sięgała około pięćdziesięciu osób. Trzecia majówka zgromadziła już około stu sześćdziesięciu studentów, a także nielicznych mieszkańców Wilna.
Głównym hasłem promienistych było doskonalenie moralne. Każdy członek związku powinien charakteryzować się dzielnością moralną i wcielać w życie ideały promienistości, do których należały prawda, dobro i piękno. W wypełnianiu powinności miało pomóc promienistym Piętnaście Prawideł Postępowania, napisanych przez prezydenta Towarzystwa Filomatów, Józefa Jeżowskiego, które stanowiły swego rodzaju kodeks moralny, wskazówki życia i postępowania w duchu promienistości.
Wyjątkową pozycję w związku zajmował Tomasz Zan, zwany przez rówieśników Arcypromienistym, gdyż w ich oczach uchodził on za osobę najbardziej promienistą, czyli najbardziej moralną, a tym samym godną naśladowania. Arcypromienisty był autorytetem dla młodych ludzi, o czym świadczą liczne przekazy pamiętnikarskie oraz listy filomatów (m.in. A. E. Odyniec, Wincenty Pol, Otto Ślizień, Korespondencja Filomatów, t. 2). Według Wincentego Pola, Zan to „[…] człowiek rzadkich cnót i przymiotów, czystych obyczajów, jasnego i wielkiego rozumu, wymowy serdecznej i światła, które w około siebie rozszerzał, i którego z miłością każdemu udzielał”. Arcypromienisty cieszył się szacunkiem młodzieży, dzięki czemu miał duży wpływ na jej postępowanie. Walczył z wadami oraz nieobyczajnością młodego pokolenia. Pozytywne efekty działalności Zana były widoczne już po pierwszej majówce.
Związek Promienistych rozwinął bogatą symbolikę i obrzędowość. Majówki określano mianem „mleko i pocałowanie”, gdyż podczas spotkań na łonie natury promieniści pili mleko, a także odbierali braterski pocałunek w czoło od Arcypromienistego na znak jedności, a także na znak przyjęcia idei promienistości. Na określenie nieobyczajnego, nieprzyzwoitego zachowania czy użycia wulgarnych słów promieniści używali słowa „wszeteczny”, czemu często towarzyszyło zatykanie nosa, gdyż osoby „wszeteczne” wytwarzały niemiłą, szkodliwą dla promienistych atmosferę. Poza tym promieniści mieli moralny obowiązek wzajemnego wspierania się w każdej sytuacji. Towarzystwo spajała braterska przyjaźń.
Chociaż promieniści nie planowali działań narodowowyzwoleńczych, to jednak zarówno w przemówieniach Arcypromienistego, jak i w mowach członków związku wygłaszanych podczas majówek, pojawiały się hasła narodowe i wątki patriotyczne. W związku z nieprzychylnym nastawieniem biskupa wileńskiego Tadeusza Kundzicza, a także części kadry Uniwersytetu Wileńskiego i społeczeństwa miasta, Towarzystwo Przyjaciół Pożytecznej Zabawy zawiesiło swoją działalność na początku czerwca 1820 r. Na bazie promienistych 1 listopada?/13 listopada 1820 powstało Towarzystwo Filaretów, na czele którego stanął przewodnik młodzieży Tomasz Zan.